# Rob Debenham
Robert Karl „Rob“ Debenham (* 28. November 1979 in Doncaster) ist ein ehemaliger englischer Fußballspieler.

## Karriere
Debenham gehörte in der Saison 1997/98 als Trainee dem Nachwuchsbereich der Doncaster Rovers an. Die gesamte Saison über befand sich der Klub in finanziellen Nöten, kurz vor Schließung des Transferfensters im März 1998, die Mannschaft stand zu diesem Zeitpunkt abgeschlagen am Tabellenende der Football League Third Division, verließen mehrere erfahrene Spieler den Klub. Außenverteidiger Debenham wurde Ende März 1998 anlässlich eines Heimspiels gegen Lincoln City von Trainer Mark Weaver in die Startelf der ersten Mannschaft berufen, der 2:4-Niederlage schlossen sich bis Saisonende fünf weitere Einsätze an, davon drei als Teil der Startelf. Das Jugendteam wurde in der Folge vom Spielbetrieb abgemeldet, weil mehrere Nachwuchsspieler gebraucht wurden, um die Saison der ersten Mannschaft zu Ende zu spielen. Mit dem Abstieg in die Football Conference stellte der Klub seinen Nachwuchsbereich am Saisonende komplett ein und Debenham musste wie alle anderen Jugendspieler den Klub verlassen.
Seine fußballerische Ausbildung setzte Debenham beim FC Bury fort. In der zweiten Jahreshälfte 1999 mit einem Kurzzeitvertrag ausgestattet, wurde dieser aus finanziellen Gründen, wie die seiner drei Mitspieler Gary Hoggeth, John Borg (beide zuvor ebenfalls bei Doncaster) und Ian Hutchinson, im November 1999 nicht verlängert. Seine Laufbahn fand im Non-League football ihre Fortsetzung, im März 2001 war er von Rossington Main (Northern Counties East League) kommend Neuzugang bei Gainsborough Trinity in der Northern Premier League. Später spielte er erneut für Rossington Main, für die er mindestens bis 2005 aktiv war.